# Дружеское учёное общество
Дружеское учёное общество — благотворительно-просветительное общество в Москве, созданное масонами И. Г. Шварцем и Н. И. Новиковым.

## Дружеское общество
Дружеское учёное общество возникло по мысли и инициативе профессоров Московского университета И. Г. Шварца и Н. И. Новикова. Образовалось оно, без внешней организации, ещё в 1779 году, когда Н. И. Новиков приехал в Москву, получив контракт «на содержание университетской типографии». Целью общества было заявлено распространение в России истинного просвещения следующими путями:
1. делать общеизвестными правила хорошего воспитания,
2. издавать полезные книги,
3. выписывать из-за границы способных учителей или воспитывать русских преподавателей.

Сообразно с этим при университете в 1779 году была основана «Учительская или Педагогическая семинария». Университет предоставил ей проценты с капитала Демидова для образования 6 учителей; Шварц пожертвовал 5000 руб., также явились жертвователями Новиков, Херасков, Трубецкой, Черкасский и др. Инспектором семинарии стал Шварц. Первым в 1779 году стал обучаться на средства Общества Максим Невзоров.
В 1781 году по инициативе И. Г. Шварца, после возвращения его из-за границы, было открыто «Собрание университетских питомцев» для разработки вопросов морали и литературы. В начале того же года общество приобрело большую прочность благодаря пожертвованию П. А. Татищева. Наряду с последним в основании общества участвовали князья Юрий и Николай Трубецкие, кн. А. А. Черкасский, М. М. Херасков, В. В. Чулков, И. П. Тургенев, А. М. Кутузов. В лучшую пору число членов было свыше 50. Почти все члены Дружеского общества были масоны; многие члены его служили при московском главнокомандующем, графе З. Г. Чернышёве.
Дружеское учёное общество было торжественно открыто 6 ноября 1782 года в присутствии графа Чернышёва. На открытие его были приглашены все знаменитости Москвы. В печатных приглашениях указывалось, что цель этого общества — печатание учебных книг, что уже роздано таких книг по семинариям на 3000 рублей и что тридцать молодых людей будут содержаться на его счёт в «Педагогической семинарии»:

1) Один из семи греческих мудрецов на предложенный ему вопрос: что всего труднее? справедливо ответил: то, чтобы уметь расположить праздное время. И вот сие самое побудило нас, учинив выбор друзей, знаменитых своими дарованиями и добродетелями, составить общество; и сим способом подкрепить себя взаимною помощью, дабы тем удобнее труд и упражнение свободного нашего времени обратить в пользу и к сведению многих.
2) Дружеское общество, составленное из разных мужей и юношей, имеет целью сих различествующих друг от друга летами, образом жизни, разностью упражнений и дарами счастья соединить между собою. Взаимный между ними союз, взаимная благосклонность и взаимные добрые качества производят им взаимную пользу, взаимный услуги и взаимные совершенствования.
3) Особливо же внимание дружеского ученого общества обращено будет к тому, чтобы те части учености, в которых, сравнивая их с прочими не столько упражняются — как например греческий и латинский языки, знание древностей, знание качеств и свойств вещей в природе, употребление химии и другие познания, процвели, и могли приносить свои плоды.
4) Печатать своим иждивением различного рода книги, особливо же учебные, и доставлять их в училища.

5) Учреждение Филологической семинарии. Сии семинаристы три года наставляемы будут в предписанных им науках со всяким рачением, дабы по прошествии того времени, возвратясь к своим местам, могли они сами вступить в учительское звание— Дружеское учёное общество //Бахтиаров А. А. История книги на Руси
В этом же, 1782 году, Дружеское общество основало «Переводческую или Филологическую семинарию», в которую стараниями М. И. Антоновского были выписаны из Киевской духовной академии Михаил Андреевич Петровский, Иван Фёдорович Софонович и Павел Иванович Скальский, Михаил Антонович и Антон Антонович Прокоповичи, Павел Афанасьевич Сохацкий и Яков Андреевич Рубан. Они вскоре были переведены в университет на казенное содержание. В числе студентов «Педагогической семинарии» были, между прочим, Матвей Десницкий и Стефан Глаголевский — впоследствии митрополиты Михаил и Серафим.
На открытии Дружеского учёного общества митрополит московский Платон публично объявил о взятии его под своё высокое покровительство. Общее число членов общества составляло около 50 человек: И. Г. Шварц, Н. И. Новиков, И. В. Лопухин, князья Ю. Н. и Н. Н. Трубецкие, братья Е. П. и П. П. Тургеневы, В. В. Чулков, В. И. Баженов, А. Н. Новиков, М. М. Херасков, князь А. А. Черкасский, А. Ф., П. Ф. и Н. Ф. Ладыженские, Ф. Г. Баузе, Я. Шнейдер, Ф. П. Ключарёв, И. П. Страхов, князь К. М. Енгалычев, Г. М. Походяшин, Р. А. Кошелев, Ф. И. Глебов, князь А. И. Вяземский, А. М. Кутузов, князья И. С. и Г. П. Гагарины, Г. Шредер, князь А. Н. Долгоруков, О. А. Поздеев, С. И. Плещеев, князь М. П. Репнин и другие.
Деятельность И. Г. Шварца выражалась главным образом в чтении лекций философско-морального характера. В программу общества входило денежное вспомоществование бедным, где основная роль принадлежала И. В. Лопухину.
Лопухин так определял цель Дружеского ученого общества: 

…цель сего общества была: издавать книги духовные и наставляющие в нравственности и истине евангельской, переводя глубочайших о сем писателей на иностранных языках, и содействовать хорошему воспитанно, помогая особливо готовившимся на проповедь Слова Божия… Для него и воспитывались у нас более 50 семинаристов, которые были отданы от самих епархиальных архиереев с великою признательности
В тесной связи с деятельностью Дружеского общества находилась типография Н. И. Новикова. Особенное оживление наступило с обнародованием Указа Екатерины II от 15 января 1783 года о вольных типографиях. Кроме арендуемой Новиковым университетской типографии, Дружеское общество открыло ещё две, на имя Новикова и Лопухина, и книги стали выходить сотнями; была и тайная типография, служившая для масонских целей.

## Типографическая компания
В начале 1784 года умер Шварц, и это сильно повлияло на общество, которое подвергалось нападкам как имеющее связь с мистиками и масонами. Для большей прочности своей деятельности 15 членов общества образовали в 1784 году «Типографическую компанию», во главе которой встали Н. И. Новиков, С. И. Гамалея, И. В. Лопухин, А. М. Кутузов, Шредер и Трубецкие. Типографическая компания открыла новую типографию. С этих пор стало Дружеское общество и Типографическая компания как бы слились и Дружеское общество с 1785 года вообще перестало упоминаться.
Ещё прежде деятельность Дружеского общества не давала покоя И. И. Мелиссино, учредившему в 1771 году, мало деятельное и окончательно пришедшее с открытием Дружеского Общества в упадок, «Вольное Русское Собрание»; дополнительно на Типографическую компанию восстала комиссия народных училищ за перепечатку изданий последней; результатом была конфискация этих книг и взыскание убытков.
В 1785 году в Дружеское общество вступил членом Н. М. Карамзин, и был отправлен за границу на счёт общества П. И. Страхов. В это же время компания купила большой дом графа Гендрикова на Садовой, где и были сосредоточены как типография, так и все учреждения общества, в том числе аптека, из которой бедным лекарства выдавались бесплатно. Компания посылала своих питомцев за границу (Багрянского, Колокольникова, Невзорова и др.).
В 1785 году масоны были заподозрены в сектантстве, и митрополиту Платону было поручено рассмотреть изданные ими книги. В отзыве об этих книгах Платон написал, что одни из них обыкновенные литературные, другие — мистические, которых он не понимает, третьи — сочинения энциклопедистов, самые зловредные для веры. После этого года о Дружеском обществе уже совсем не упоминалось.
Французская революция усугубила гонения на компанию, отразившиеся главным образом на Новикове: преследовались преимущественно книги, в которых усматривали «колобродство, нелепые умствования и раскол», и в ноябре 1791 года члены Типографической компании составили акт об её ликвидации, по которому все дела компании перешли к Новикову, который принял её имущество и долг до 300000 руб.